# 宗円寺 (長野県阿智村)
宗円寺（そうえんじ）は長野県阿智村にある浄土宗の寺院。山号を水口山と称する。本尊は阿弥陀如来である。

## 歴史
この地（向関村）の領主で、江戸幕府の在地旗本となった宮崎氏が菩提寺として元空寺（浄土宗）を建立、その後宮崎重次が、近くの寺、雲洞院（曹洞宗）と併合して浄土宗雲洞院とした。元和2年（1616年）頃、三河国津具村法前寺より受頓和尚が入山と伝わる。貞享3年（1686年）、宮崎重次の法名を寺号として、宗円寺に名をかえた。（重次没後42年後）。宝永5年（1708年）宮崎家当主乱心名目で改易になり、当寺は地元檀家90軒が護持する。享保11年（1726年）、小野川村80余戸が浄久寺を離檀し宗円寺檀家になるという事件があり、古文書がのこる。
現在残る本堂天保4年（1833年）の建造で、間口7間奥行7間、立川流の竜の彫刻を組み入れた向拝をもつ。山門も同年代建造と伝わる。本堂右手にある庫裡は大野忍敬住職在任中の建造。本堂裏山は墓地となっていて、歴代住職、旧領主宮崎氏歴代の墓所（阿智村史跡）がある。
昭和60年(1985年)大野忍敬、宗円寺20代住職に任命される。平成7年（1995年）住職大野忍敬、知恩寺第73世住持に任命される。

## 境内
- 本堂　天保4年（1833年）の建造で、間口7間奥行7間、立川流の竜の彫刻を組み入れた向拝をもつ。
- 山門　天保4年（1833年）の建造と伝わる。
- 鐘楼　宝暦2年（1752年）の建造と伝わる。同時期鋳造の梵鐘は戦時供出。現在の梵鐘は昭和24年鋳造で檀家の寄進。
- 庫裡　大野忍敬住職在任中の建造。

### 文化財
- 阿弥陀如来像　本尊
- 薬師如来像　慈覚大師作と伝承される。
- 宮崎氏歴代墓所　昭和47年（1972年）阿智村史跡に登録される。

## 画像

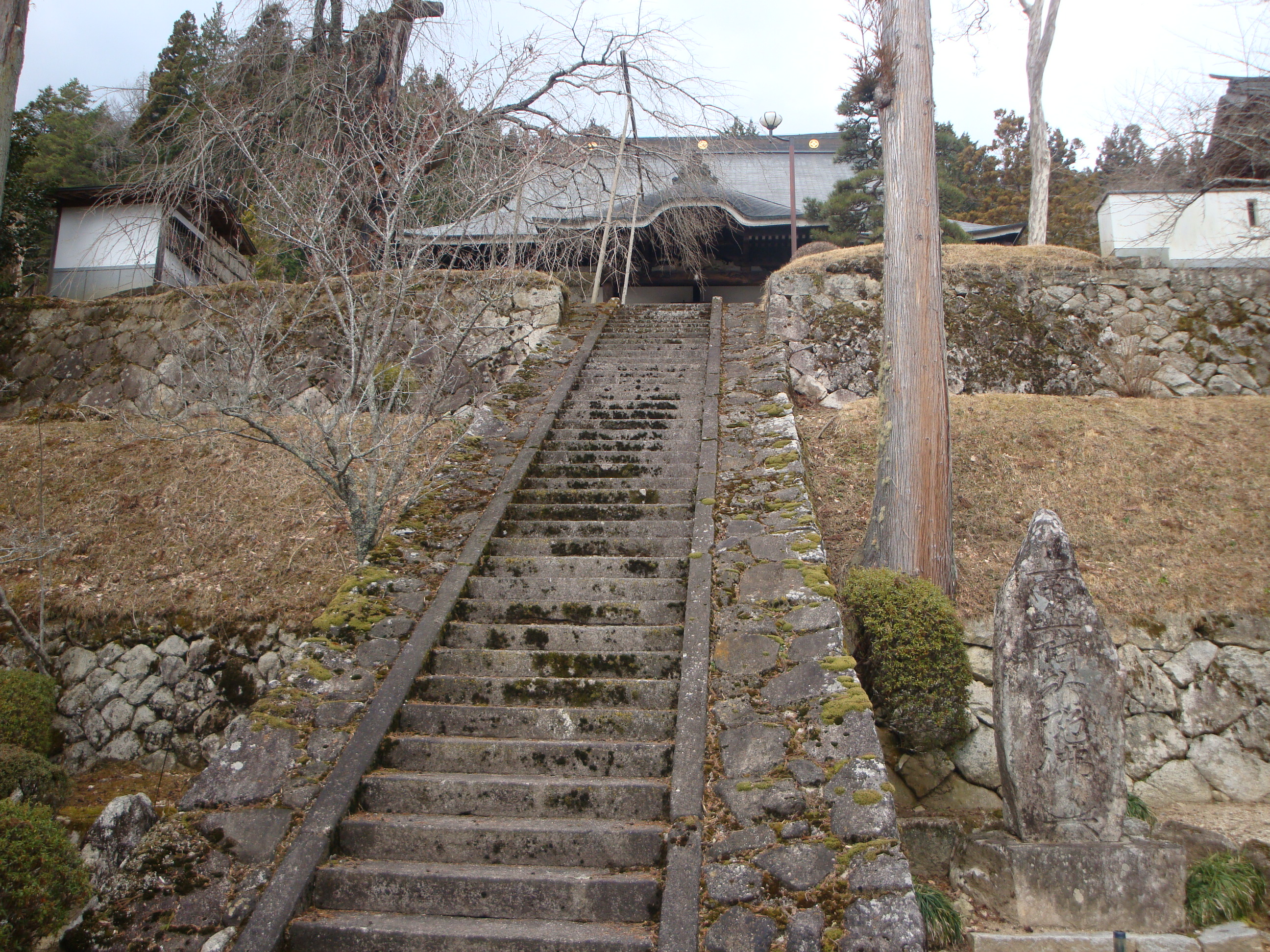
宗円寺　本堂前石段
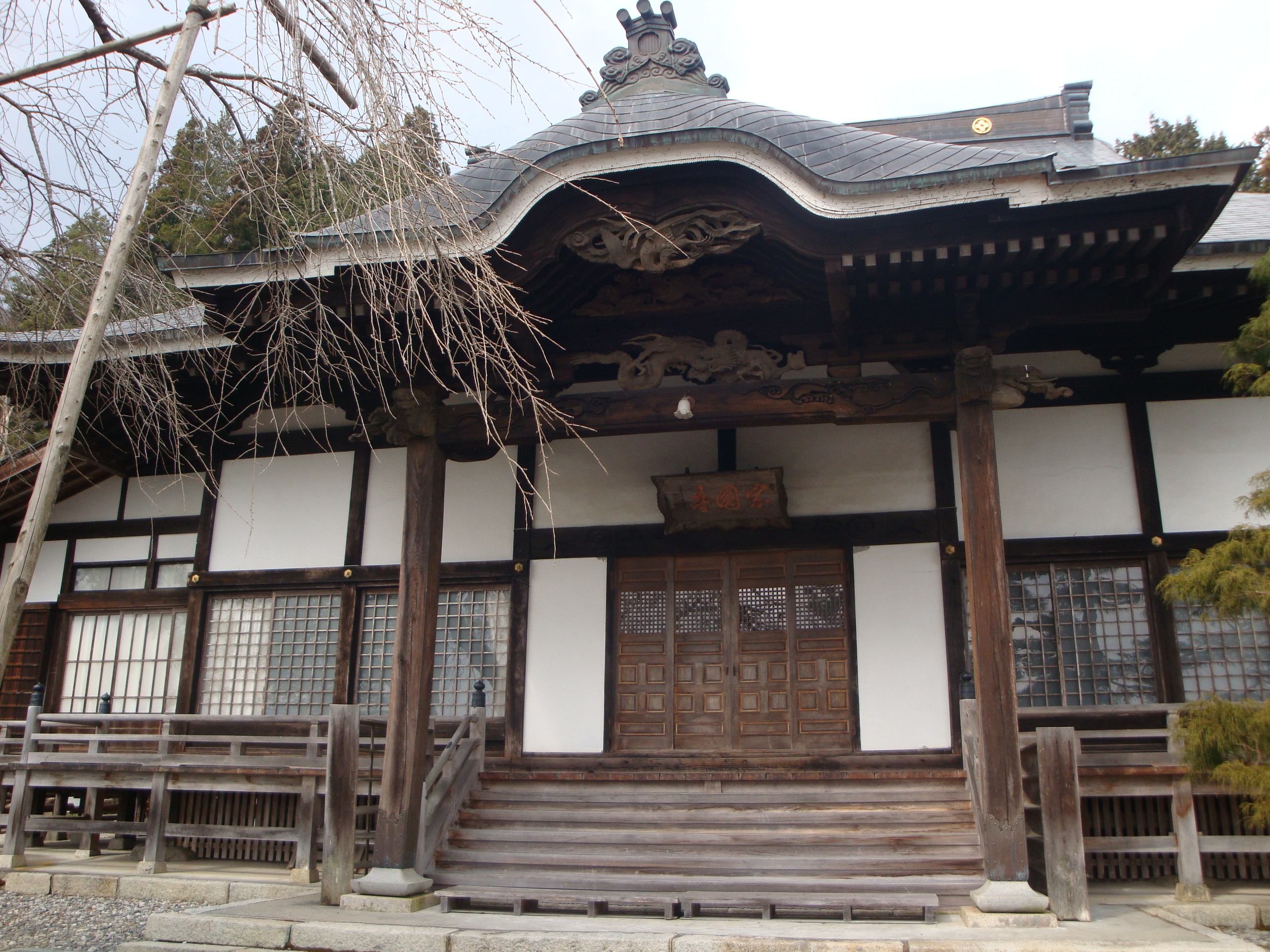
宗円寺　本堂
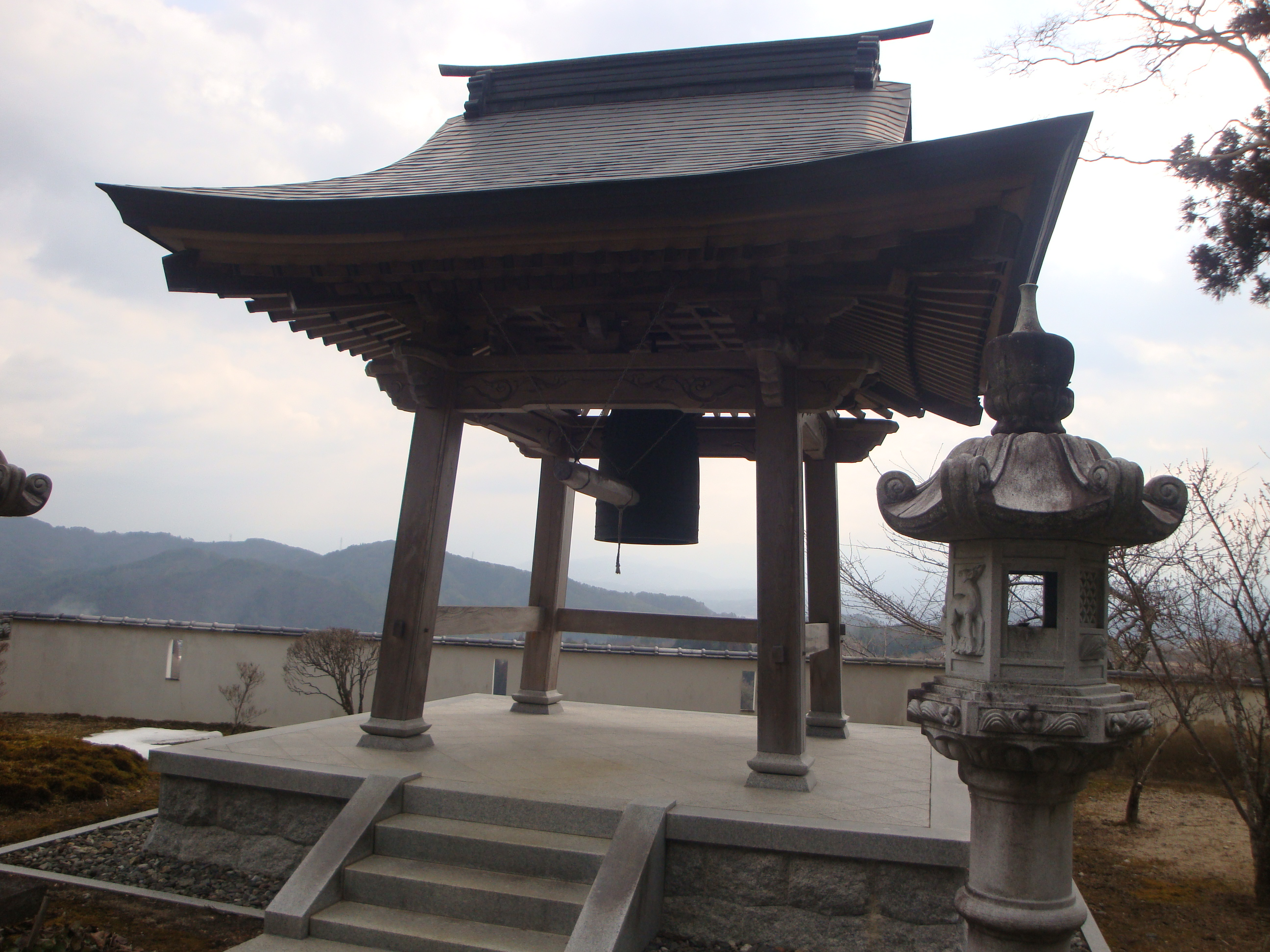
宗円寺　鐘楼
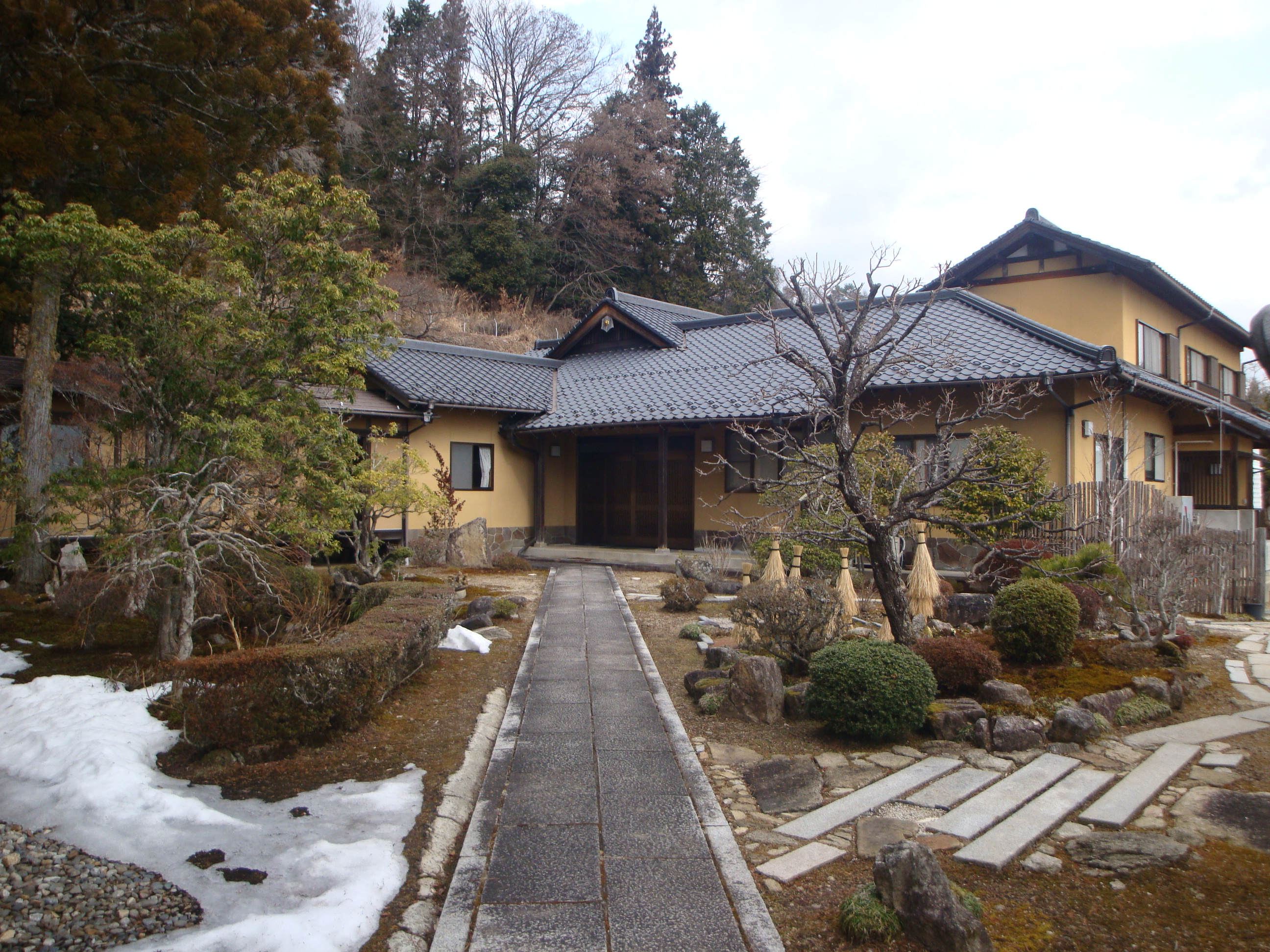
宗円寺　庫裡
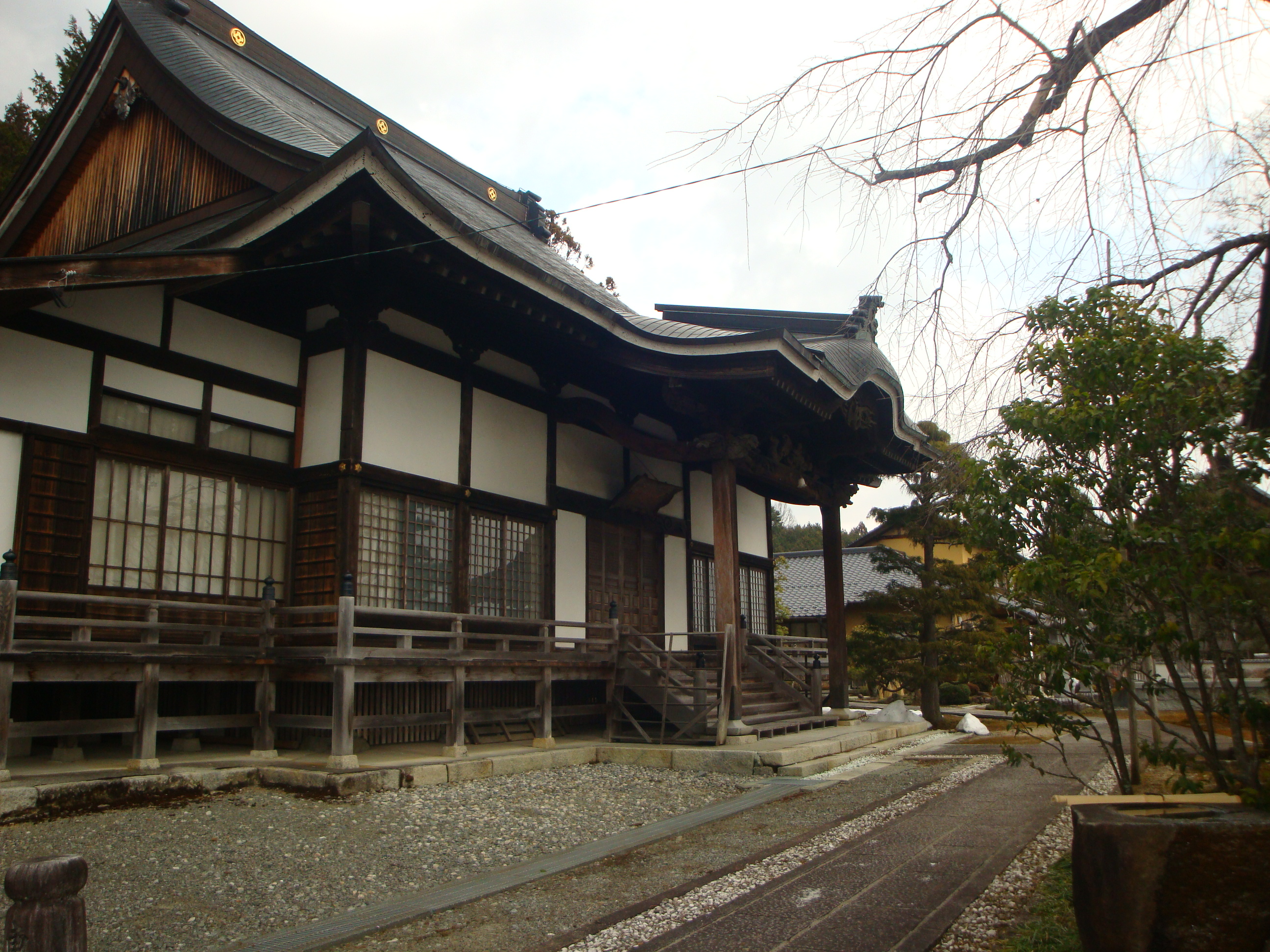
宗円寺　本堂と庫裡

## 所在地
長野県下伊那郡阿智村伍和1532

## 交通
- JR飯田線飯田駅より車で40分
- 中央自動車道飯田山本ICより車で15分

### 引用
1. 1 2  『『阿智村誌』下巻』阿智村誌刊行委員会発行、1984年。